# 북부평원회색랑구르
북부평원회색랑구르 (Semnopithecus entellus)는 긴꼬리원숭이과에 속하는 영장류의 일종이다. 파키스탄과 인도의 고다바리강과 크리슈나강의 북부 저지대와 갠지스강 남쪽에서 발견된다. 이들의 자연 서식지는 아열대 또는 열대의 건조한 숲과 아열대 또는 열대의 건조한 관목 숲이다. 서식지 감소로 멸종 위기에 처해 있다.